# Megachile submucida
Megachile submucida är en biart som beskrevs av Johann Dietrich Alfken 1926. Megachile submucida ingår i släktet tapetserarbin, och familjen buksamlarbin. Inga underarter finns listade i Catalogue of Life.